# Woman Like Me
«Woman Like Me» (с англ. — «Женщина как я») — сингл британской группы Little Mix с участием американской рэперши Ники Минаж, выпущенный 12 октября 2018 года лейблом Syco Music в качестве лид-сингла с альбома LM5. Он достиг 2-го места в чартах Великобритании и Шотландии и 3-го места в чарте Ирландии. Сингл  был сертифицирован бриллиантовым в Бразилии, а также платиновым в Великобритании, Польше и Австралии.

## Создание
Сингл был написан Джесс Глинн, Эдом Шираном и Ники Минаж при участии Стива Мака, который также занимался продюсированием. Глинн записала сольную версию песни для своего сольного альбома, который вышел в конце октября. Позднее песня была исключена из нового альбома Глинн и передана группе Little Mix. Ширан помог подправить бит. Фил Тан смешал трек, а Рэнди Меррилл завершил производство. Затем сингл был выпущен на Spotify в полночь. 

## Композиция
«Woman Like Me» представляет собой поп-песню в стиле регги-фьюжн. Джесс Глинн заявила, что написала песню для своего второго альбома Always In Between с Эдом Шираном и Стивом Маком, но она не соответствовала основной теме альбома, поэтому она отдала ее группе Little Mix. Вокал Глинн так и остался в этой песне. Сэм Дамшенас из журнала XXL назвал текст Минаж в песне похожим на ее же текст в сингле Арианы Гранде «Side to Side».

## Критика
Хлоя Гилке из Uproxx назвала песню танцевальным поп-фейерверком под влиянием регги. Брук Байгрович из Billboard сказала, что сингл наделяет женщин силой, она также упоминает, что Минаж добавляет нотку дерзости к третьему куплету.

### Награды и номинации
| Год  | Организатор        | Награда                                 | Результат | Ref.   |
| ---- | ------------------ | --------------------------------------- | --------- | ------ |
| 2019 | 2019 Brit Awards   | Лучший британский музыкальный клип года | Победа    | [ 12 ] |
| 2019 | 2019 Global Awards | Лучшая песня                            | Победа    | [ 13 ] |

## Музыкальный клип
Клип на песню был снят в конце сентября. Пиннок сказала о нем следующее:
Это один из моих любимых клипов. Что мне в нем нравится, так это то, что здесь мы поем одной группой. У нас почти нет соло. Мы никогда не делали этого раньше.
 Клип был выпущен 25 октября 2018 года на канале Vevo и снят режиссером Марком Класфельдом. Местом съемок стал Небуорт-хаус, графство Хартфордшир.

## Чарты
| Чарт (2018)                                | Высшая позиция |
| ------------------------------------------ | -------------- |
| Австралия (ARIA)                           | 23             |
| Австрия (Ö3 Austria Top 40)                | 33             |
| Бельгия/Фландрия (Ultratop 50)             | 23             |
| Бельгия/Валлония (Ultratip Bubbling Under) | 2              |
| Канада (Billboard Canadian Hot 100)        | 60             |
| Croatia (HRT)                              | 28             |
| Чехия (Singles Digitál Top 100)            | 29             |
| Euro Digital Songs (Billboard)             | 3              |
| Finland Digital Song Sales (Billboard)     | 2              |
| Германия (GfK)                             | 53             |
| Greece (IFPI)                              | 7              |
| Венгрия (Single Top 40)                    | 23             |
| Венгрия (Stream Top 40)                    | 16             |
| Ireland (IRMA)                             | 3              |
| Israel (Media Forest TV Airplay)           | 1              |
| Italy (FIMI)                               | 79             |
| Japan (Japan Hot 100)                      | 87             |
| Latvia (Latvijas Top 40)                   | 9              |
| Lebanon (Lebanese Top 20)                  | 6              |
| Lithuania (AGATA)                          | 15             |
| Macedonia (Radiomonitor)                   | 1              |
| Malta (Radiomonitor)                       | 11             |
| Mexico Ingles Airplay (Billboard)          | 18             |
| Нидерланды (Dutch Top 40)                  | 27             |
| Нидерланды (Single Top 100)                | 27             |
| New Zealand (Recorded Music NZ)            | 23             |
| Norway (VG-lista)                          | 32             |
| Португалия (AFP)                           | 28             |
| Romania (Airplay 100)                      | 11             |
| Шотландия (OCC Scotland)                   | 2              |
| Serbia (Radiomonitor)                      | 10             |
| Singapore (RIAS)                           | 13             |
| Словакия (Singles Digitál Top 100)         | 19             |
| Spain Physical/Digital Songs (PROMUSICAE)  | 12             |
| Sweden (Sverigetopplistan)                 | 65             |
| Швейцария (Schweizer Hitparade)            | 31             |
| Великобритания (OCC UK Singles)            | 2              |
| США (Billboard Bubbling Under Hot 100)     | 4              |
| Venezuela Anglo (Record Report)            | 43             |

| Чарт (2018)                          | Позиция |
| ------------------------------------ | ------- |
| Belgium Urban (Ultratop Flanders)    | 47      |
| Romania (Airplay 100)                | 53      |
| Чарт (2019)                          | Позиция |
| Portugal (AFP)                       | 321     |
| UK Singles (Official Charts Company) | 98      |

## Сертификации
| Регион                                                                      | Сертификация  | Продажи   |
| --------------------------------------------------------------------------- | ------------- | --------- |
| Австралия (ARIA)                                                            | Платиновый    | 70 000    |
| Бразилия (ABPD)                                                             | Бриллиантовый | 160 000   |
| Канада (Music Canada)                                                       | Золотой       | 40 000    |
| Мексика (AMPROFON)                                                          | Золотой       | 30 000    |
| Польша (ZPAV)                                                               | Платиновый    | 20 000    |
| Великобритания (BPI)                                                        | 2× Платиновый | 1 200 000 |
| Данные о продажах + прослушиваниях приведены только на основе сертификации. |               |           |